# Gegist bestek

Grid- en plaatscellen dragen bij aan gegist bestek, een proces waarbij de vectoren van afgelegde afstand en richting vanaf een startpunt worden opgeteld om de huidige positie te schatten.

Gegist bestek is  een schattingsmethode van de positie die vanuit de vertrekpositie aan de hand van de koers en afgelegde afstand wordt bepaald. De methode wordt gebruikt als er nog geen directe plaatsbepaling mogelijk is. 

## Methode
Voor gegist bestek is het noodzakelijk de vertrekpositie, de koers, snelheid en het tijdsverschil zo nauwkeurig mogelijk te bepalen, evenals de mogelijke storende invloeden daarop. Dit kan een navigator zelf doen, maar tegenwoordig zijn er systemen die zelf een gegist bestek bepalen aan de hand van richting- en afstandsensoren. Een voorbeeld hiervan is traagheidsnavigatie. De gegist bestek-methode wordt wel als een aanvullend systeem gebruikt bij satellietnavigatie.
Om een gegist bestek voldoende nauwkeurig te maken, moet rekening worden gehouden met de vorm van de Aarde. Deze wordt wel benaderd door de bol, maar een referentie-ellipsoïde volgt deze vorm over het algemeen beter. Het gegist bestek kan daarbij worden bepaald met grootcirkelnavigatie of loxodroomnavigatie.

## Voertuigen
Bij voertuigen kan dit eenvoudig gebeuren door sensoren die in het systeem zijn geïntegreerd. De afgelegde afstand wordt bijvoorbeeld bepaald door middel van een wielsensor of hodometer. Deze telt het aantal omwentelingen, die het wiel maakt sinds het object het vertrekpunt verlaten heeft. Om de richtingveranderingen te bepalen kunnen verschillende technieken worden toegepast. 
- gyroscoop
- kompas
- wielsensors in de voorwielen. Doordat in een bocht het binnenwiel langzamer dan het buitenwiel ronddraait kan worden bepaald welke hoek wordt gemaakt, dus in welke mate de richtingverandering plaatsvindt.

## Vaartuigen
De verplaatsing ten opzichte van het omringende water kan bij vaartuigen door middel van een log worden bepaald. Deze meet de vaart, dus de snelheid, wat afhankelijk van het type log de vaart door het water is, de vaart over de voorsteven of de vaart over de grond. De afgelegde weg, verheid of afstand is hiervan af te leiden.
Onderzeeboten maken gebruik van deze techniek als zij lange tijd onder water varen en geen radio-ontvangst hebben. Als niet rechtstreeks de vaart over de grond wordt bepaald, moet nog wel voor de stroming van het water worden gecompenseerd. Vooral in de buurt van een riviermonding kan dat problemen opleveren.